# Vojtěch Bradáč
Vojtěch Bradáč (ur. 6 października 1913 w Žižkovie, zm. 30 marca 1947) – czeski piłkarz grający na pozycji napastnika, trzykrotny mistrz Czechosłowacji, czterokrotny mistrz Protektoratu Czech i Moraw, reprezentant Czechosłowacji.

## Kariera klubowa
Grę w piłkę nożną Bradáč rozpoczynał w Viktorii z rodzinnego Žižkova (dzielnica Pragi), jednak najszerzej znany jest ze swojej gry dla Slavii Praga. Tam, występując na pozycji lewego łącznika zdobywał bramki z każdej odległości, dzięki czemu postrzegany jest jako jedna z legend praskiego klubu. Solidny, dobrze zbudowany zawodnik trafił do Slavii w 1932 roku za rekordową sumę 80 tys. koron. W praskim klubie grał aż do 1937 roku, kiedy to przeniósł się do FC Sochaux. W czasie swojego pobytu w Pradze zdobył trzy tytuły mistrza Czechosłowacji, a także tytuł króla strzelców czechosłowackiej ligi za sezon 1935/37, kiedy to w 23 meczach zaliczył 42
trafienia. Był to ówczesny rekord ligi, pobity w sezonie 1946/47 przez Josefa Bicana.
We Francji występował tylko przez jeden sezon, w ciągu którego zdążył sięgnąć po Puchar Francji i srebro mistrzostw Francji. Po roku nieobecności, Bradáč powrócił do Slavii. Z drużyną zszytych do 1945 roku zdobył kolejne cztery tytuły mistrzowskie (w ramach ligi Protektoratu Czech i Moraw). W 1938 roku sięgnął wraz ze Slavią po Puchar Mitropa. W międzyczasie wystąpił w 12 (łącznie) meczach Viktorii Žižkov oraz Sparta Praga.
Po zakończeniu wojny przeniósł się do praskiego SK Nusle. W najwyższej klasie rozgrywkowej strzelił łącznie 160 bramek w 179 meczach, dzięki czemu trafił do Klubu Ligowych Strzelców (wymogiem jest strzelenie w sumie 100 bramek w najwyższych klasach rozgrywkowych w Europie). Karierę zakończył w klubie Slovan z północnoczeskiego Duchcova.

### Statystyki
| Sezon   | Mecze | Gole | Klub            | Uwagi                                |
| ------- | ----- | ---- | --------------- | ------------------------------------ |
| 1930/31 | 8     | 9    | Viktoria Žižkov |                                      |
| 1931/32 | 10    | 8    | Viktoria Žižkov |                                      |
| 1931/32 | 6     | 3    | Slavia Praga    |                                      |
| 1932/33 | 2     | 4    | Slavia Praga    | Mistrzostwo Czechosłowacji           |
| 1933/34 | 6     | 3    | Slavia Praga    | Mistrzostwo Czechosłowacji           |
| 1934/35 | 8     | 8    | Slavia Praga    | Mistrzostwo Czechosłowacji           |
| 1935/36 | 23    | 42   | Slavia Praga    | król strzelców ligi czechosłowackiej |
| 1936/37 | 3     | 4    | Slavia Praga    |                                      |
| 1936/37 | b.d.  | b.d. | FC Sochaux      | Puchar Francji                       |
| 1937/38 | 11    | 20   | Slavia Praga    | Puchar Mitropa                       |
| 1938/39 | 12    | 7    | Slavia Praga    |                                      |
| 1939/40 | 7     | 4    | Slavia Praga    |                                      |
| 1939/40 | 4     | 6    | Viktoria Žižkov | Mistrzostwo Czech i Moraw            |
| 1940/41 | 16    | 5    | Slavia Praga    | Mistrzostwo Czech i Moraw            |
| 1941/42 | 11    | 1    | Slavia Praga    | Mistrzostwo Czech i Moraw            |
| 1941/42 | 8     | 6    | Sparta Praga    |                                      |
| 1942/43 | 7     | 1    | Slavia Praga    | Mistrzostwo Czech i Moraw            |
| 1942/43 | 11    | 15   | SK Nusle        |                                      |
| 1943/44 | 26    | 14   | SK Nusle        |                                      |
| W SUMIE | 179   | 160  |                 |                                      |

- debiut w pierwszej lidze: 30.11.1930 Viktoria Žižkov - AFK Bohemians 0:3
- pierwsza bramka w pierwszej lidze: 1.03.1931 Viktoria Žižkov - Meteor Praga 8:1
- ostatnia bramka w pierwszej lidze: 9.06.1944 SK Nusle - Slavia Praga 3:5
- ostatni występ w pierwszej lidze: 25.06.1944 AFK Bohemia - SK Nusle 9:3

## Kariera reprezentacyjna
W reprezentacji Czechosłowacji Bradáč po raz pierwszy wystąpił 13 czerwca 1931 roku w meczu z reprezentacją Szwajcarii, jeszcze jako gracz Viktorii Žižkov. W swoim debiucie zdobył dwa gole. Miał wówczas 17 lat, osiem miesięcy oraz siedem dni i był wówczas najmłodszym debiutantem w historii reprezentacji Czechosłowacji. Nie znalazł się w kadrze na mistrzostwa świata w 1934 roku, a cztery lata później był nominowany, jednak nie wystąpił w żadnym z trzech meczów swojej reprezentacji na tej imprezie. Po raz ostatni w czerwono-biało-niebieskich barwach wystąpił 28 sierpnia 1938 roku w zwycięskim meczu z Jugosławią W sumie w kadrze rozegrał dziewięć spotkań, w których strzelił pięć bramek.